# Sebastian Studnitzky
Sebastian Studnitzky (1972, Neuenbürg (Duitsland) -) is een Duits jazztrompettist en -pianist.

## Leven en werk
Studnitzky speelt vanaf zijn vierde jaar piano, en vanaf zijn achtste ook trompet. Hij studeerde trompet en piano in de studierichting Jazz & Pop aan de Hochschule für Musik und Darstellende Kunst Stuttgart en verhuisde vervolgens naar de Verenigde Staten waar hij op een beurs afstudeerde in filmmuziek en commercieel arrangeren bij het Berklee College of Music.
Studnitzky werkt vervolgens samen met Markus Kössler als Funkbroeder. Hij speelde samen met jazzmusici Nils Landgren, Wolfgang Haffner en Rebekka Bakken, maar ook met Mezzoforte, Edo Zanki, Laith al Deen, Jazzanova en gitarist Dominic Miller. Studnitzky tourt ook met verschillende bands die eigen werk spelen.

## Discografie
- 2008: Trio (Herzog Records)
- 2010: EGIS (Herzog Records)
- 2012: Music for Magic Places (Contemplate)
- 2012: KY - Do Mar (Contemplate)
- 2013: KY - The String Project (Contemplate)
- 2015: Memento (Contemplate)
- 2017: KY - Organic (Contemplate)